# Remelana
Remelana is een geslacht van vlinders van de familie Lycaenidae, uit de onderfamilie Theclinae.

## Soorten
- R. davisi Jumalon, 1975
- R. jangala (Horsfield, 1829)